# Tétrafluorure d'uranium
Le tétrafluorure d'uranium, ou fluorure d'uranium(IV), est un composé chimique de formule brute UF4, radioactif et soluble dans l'eau.
Dans des conditions normales, il se présente sous la forme d'un solide vert cristallisé possédant une pression de vapeur saturante très faible. L'uranium dans son état d'oxydation +4 joue un rôle essentiel dans plusieurs processus de l'industrie nucléaire, dans laquelle il est parfois appelé sel vert (green salt en anglais).
UF4 intervient fréquemment comme intermédiaire dans la conversion du dioxyde d'uranium UO2 en  hexafluorure d'uranium UF6, en octaoxyde de triuranium U3O8, ou encore en uranium métallique. Il se forme par action de fluorure d'hydrogène HF sur UO2 :
UO2 + 4 HF → UF4 + 2 H2O.
À l'inverse, il peut aussi se former par conversion de l'UF6 par action de l'hydrogène H2 sur UF6 dans un réacteur tubulaire vertical :
UF6 + H2 → UF4 + 2 HF.
UF4 est moins stable que les oxydes d'uranium et réagit très lentement avec l'humidité atmosphérique à température ambiante pour former du dioxyde d'uranium et de l'acide fluorhydrique, très corrosif :
UF4 + 2 H2O → UO2 + 4 HF.
Une méthode d'évaluation sur l'exposition à UF4 est publiquement disponible, basée sur les concentrations observées dans les ateliers de l'usine Orano Malvési en 1988.
UF4 est toxique et nocif par inhalation, ingestion et par simple contact cutané. 

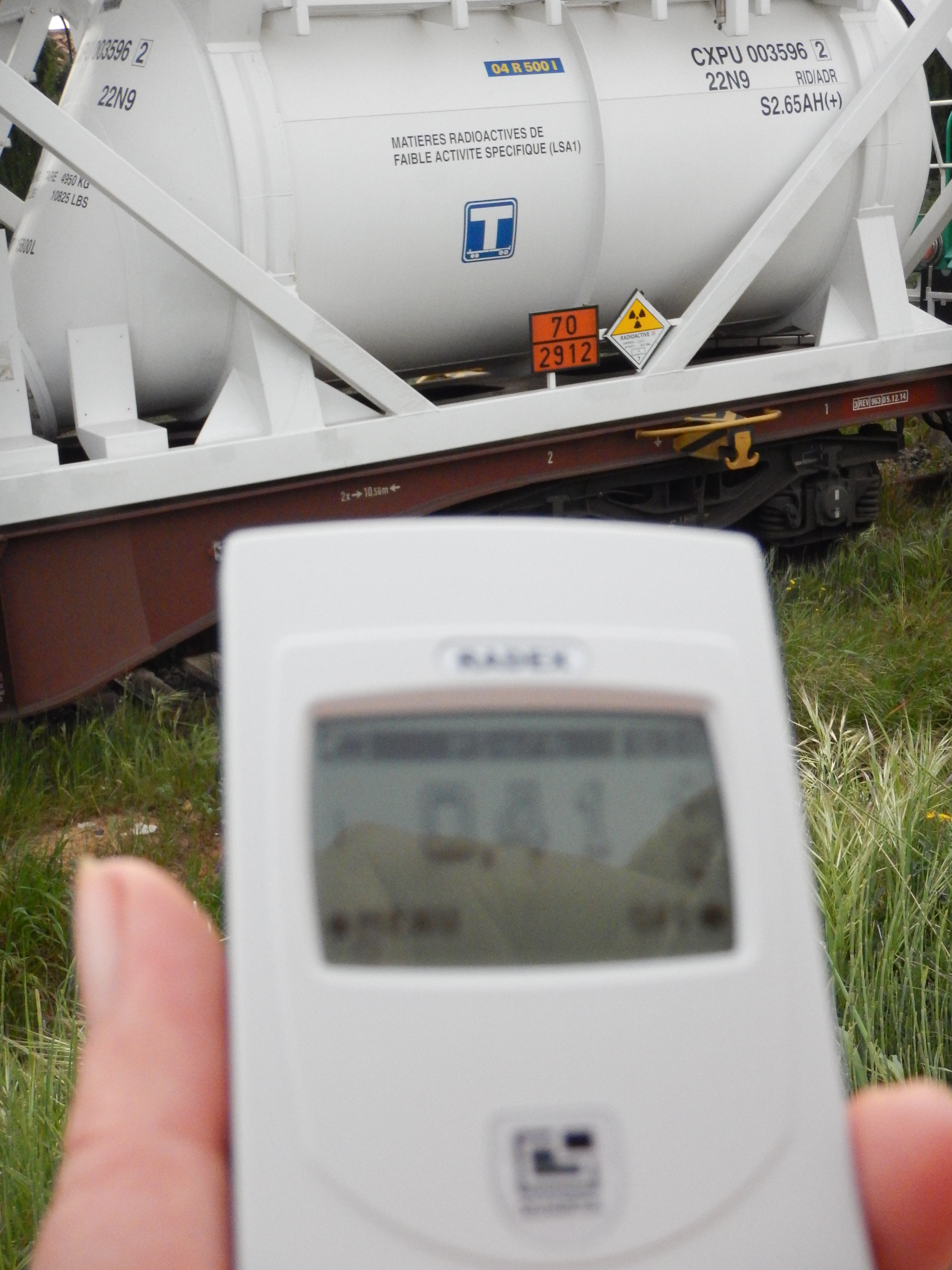
Mesure de la radioactivité d'un train de tétrafluorure d'uranium lors d'une action de blocage à la sortie de l'usine Orano Malvési le 15 avril 2017 à Narbonne.
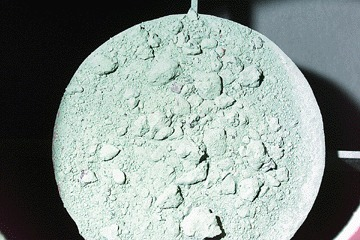
Le tétrafluorure d'uranium, aussi appelé « sel vert », est produit par conversion du "yellow cake" extrait des mines d'uranium.